# Mallodontini
Tribu
Les Mallodontini  forment une tribu de coléoptères de la famille des cérambycidés et sous-famille des Prioninae.

## Dénomination
La tribu a été décrite par l'entomologiste français James Livingston Thomson en 1860, sous le nom initial de Mallodonitae .

### Synonymie
- Mallodonitae Thomson, 1860 - protonyme
- Mallodonites (Thomson, 1867)
- Mallodontides (Lacordaire, 1869)
- Mallodontinae (Pascoe, 1869)
- Mallodontini (LeConte, 1873)
- Stenodontines (Lameere, 1902)

## Taxonomie

### Liste des sous tribu et des genres[2]
Sous-tribu des Basitoxi (Lameere, 1912)
- Archodontes (Lameere, 1903)
- Basitoxus (Serville, 1832)

Autres genres
- Allomallodon (Santos-Silva & Galileo, 2010)
- Aplagiognathus (Thomson, 1860)
- Hisarai (Santos-Silva & Martins, 2005)
- Hovorodon (Santos-Silva, Swift & Nearns, 2010)
- Mallodon (Lepeletier, Audinet-Serville et Lacordaire, 1830)
- Mallodonhoplus (Thomson, 1860)
- Neomallodon (Linsley, 1957)
- Nothopleurus (Lacordaire, 1869)
- Physopleurus (Lacordaire, 1869)
- Protorma (Waterhouse, 1880)
- Stenodontes (Serville, 1832)